# Okręg wyborczy Gippsland
Okręg wyborczy Gippsland (ang. Division of Gippsland) – jednomandatowy okręg wyborczy do Izby Reprezentantów Australii, położony we wschodniej części stanu Wiktoria, w regionie Gippsland, od którego czerpie nazwę. Okręg istnieje nieprzerwanie od pierwszych wyborów do parlamentu zjednoczonej Australii w 1901 roku.

## Lista posłów
| okres urzędowania | poseł           | przynależność                                                                                       |
| ----------------- | --------------- | --------------------------------------------------------------------------------------------------- |
| 1901-1906         | Allan McLean    | Partia Protekcjonistyczna (1901-1904) Partia Wolnego Handlu / Partia Antysocjalistyczna (1904-1906) |
| 1906-1913         | George Wise     | Partia Protekcjonistyczna (1906-1909) niezrzeszony (1909-1913)                                      |
| 1913-1914         | James Bennett   | Związkowa Partia Liberalna                                                                          |
| 1914-1922         | George Wise     | niezrzeszony (1914–1917) Nacjonalistyczna Partia Australii (1917-1922)                              |
| 1922-1943         | Thomas Paterson | Partia Agrarna                                                                                      |
| 1943-1961         | George Bowden   | Partia Wiejska                                                                                      |
| 1961-1983         | Peter Nixon     | Partia Wiejska / Narodowa Partia Wiejska / Narodowa Partia Australii                                |
| 1983-2008         | Peter McGauran  | Narodowa Partia Australii                                                                           |
| od 2008           | Darren Chester  | Narodowa Partia Australii                                                                           |

źródło: